# The Thousand-and-Second Tale of Scheherazade
The Thousand-and-Second Tale of Scheherazade, udgivet 1845, er titlen på en novelle af den amerikanske forfatter og digter, Edgar Allan Poe. Novellen er ikke udgivet på dansk.

## Novellens handling
Novellen er en "fortsættelse" af eventyrsamlingen Tusind og en Nat, som novellens fortæller efter eget udsagn har opdaget under sine orientalske studier. Under disse fandt han et skrift – så godt som ukendt i Europa og Amerika – med titlen Tellmenow Isitsöornot. I dette fortsætter eventyret én nat mere, hvor Scheherazade fortsætter sine fortælling til sultanen om Sinbad.
Sindbad har efter mange år på land fået smag for på ny at se verden, hvilket bringer ham sammen med en flok besynderlige mænd, der er forsamlet på ryggen af et utroligt søuhyre. Han bliver venner med mændene og lærer deres sprog (som er det manglende led mellem heste-sprog og hane-sprog, og en ytring kan f.eks. lyde:
| „ | Washish squashish squeak, Sindbad, hey-diddle diddle, grunt unt grumble, hiss, fiss, whiss. | “ |

Sammen med mændene rejser Sindbad fra sted til sted, hvor han blandt andet oplever et sted, hvor alt er omvendt, så der vokser træer på havbunden; en by, bygget af larver; et gigantisk bjerg med smeltet metal; grønsager, der vokser i luften; fugle, der er eksperter i geometri og heste med knogler af metal og blod af kogende vand. Ind i mellem Scheherazades beskrivelser af de utrolige ting, giver sultanen udtryk for sin foragt for de utrolige fortællinger, der umuligt kan være sande (det eneste han tror på er et kontinent på ryggen af en himmelblå ko med 400 horn – fordi det mener han at have læst om et sted).
Til sidst bliver det for utroligt for sultanen, og han beslutter, at Scheherazade alligevel skal henrettes. Ved eksekveringen finder hun dog trøst, velvidende at hendes mands brutalitet har berøvet ham for kendskabet til mange flere utrolige eventyr.

## Udgivelse af novellen
- Quinn, Arthur Hobson (red.): The complete tales and poems of Edgar Allan Poe – with selections from his critical writings, Castle Books, Dorset 1989, ISBN 0-88029-366-7.